# Élections générales espagnoles de 2023 en Andalousie
Les élections générales espagnoles de novembre 2019 (en espagnol : Elecciones generales de España de noviembre de 2023) se tiennent le 23 juillet 2023 afin d'élire les 350 députés et 208 des 266 sénateurs de la XVe législature des Cortes Generales. 61 députés sont élus en Andalousie.

## Résultats

### Total régional
| Parti                  | Parti                                                   | Voix      | %     | +/-   | Sièges | +/-           |  |
| ---------------------- | ------------------------------------------------------- | --------- | ----- | ----- | ------ | ------------- |  |
|                        | Parti populaire (PP)                                    | 1 596 044 | 36,41 | 15,87 | 25     | 10            |  |
|                        | Parti socialiste ouvrier espagnol (PSOE)                | 1 467 501 | 33,48 | 0,12  | 21     | 4             |  |
|                        | Vox                                                     | 671 507   | 15,32 | 5,04  | 9      | 3             |  |
|                        | Sumar (av. IdPA)                                        | 525 371   | 11,99 | 2,43  | 6      | en stagnation |  |
|                        | Parti animaliste contre la maltraitance animale (PACMA) | 34 850    | 0,79  | 0,32  | 0      | en stagnation |  |
|                        | Adelante Andalucía (AA)                                 | 9 191     | 0,21  | Nv.   | 0      | en stagnation |  |
|                        | Jaen mérite plus (JM+-EV)                               | 8 293     | 0,19  | Nv.   | 0      | en stagnation |  |
|                        | Front ouvrier (FO)                                      | 7 106     | 0,16  | Nv.   | 0      | en stagnation |  |
|                        | Pour un monde + juste (PUM+J)                           | 6 419     | 0,15  | 0,03  | 0      | en stagnation |  |
|                        | Autres partis                                           | 15 397    | 0,35  | -     | 0      | -             |  |
|                        | Ciudadanos (Cs)                                         |           |       |       |        | 3             |  |
|                        | Vote blanc                                              | 41 339    | 0,94  | 0,25  |        |               |  |
|                        |                                                         |           |       |       |        |               |  |
| Suffrages exprimés     | Suffrages exprimés                                      | 4 383 018 | 98,66 |       |        |               |  |
| Votes nuls             | Votes nuls                                              | 59 446    | 1,34  |       |        |               |  |
| Total                  | Total                                                   | 4 442 464 | 100   | -     | 61     | en stagnation |  |
| Abstention             | Abstention                                              | 2 227 177 | 33,39 |       |        |               |  |
| Inscrits/Participation | Inscrits/Participation                                  | 6 669 641 | 66,61 |       |        |               |  |

### Almería
| Parti                  | Parti                                                   | Voix    | %     | +/-           | Sièges | +/-           |  |
| ---------------------- | ------------------------------------------------------- | ------- | ----- | ------------- | ------ | ------------- |  |
|                        | Parti populaire (PP)                                    | 131 524 | 40,94 | 15,12         | 3      | 1             |  |
|                        | Parti socialiste ouvrier espagnol (PSOE)                | 93 282  | 29,04 | 0,49          | 2      | en stagnation |  |
|                        | Vox                                                     | 68 364  | 21,28 | 5,41          | 1      | 1             |  |
|                        | Sumar (av. IdPA)                                        | 21 485  | 6,69  | 1,38          | 0      | en stagnation |  |
|                        | Parti animaliste contre la maltraitance animale (PACMA) | 1 962   | 0,61  | 0,24          | 0      | en stagnation |  |
|                        | Régionalistes pour Almeria (ALM)                        | 874     | 0,27  | Nv.           | 0      | en stagnation |  |
|                        | Front ouvrier (FO)                                      | 500     | 0,16  | Nv.           | 0      | en stagnation |  |
|                        | Pour un monde + juste (PUM+J)                           | 371     | 0,12  | en stagnation | 0      | en stagnation |  |
|                        | Autres partis                                           | 416     | 0,13  | -             | 0      | -             |  |
|                        | Vote blanc                                              | 2 464   | 0,77  | 0,11          |        |               |  |
|                        |                                                         |         |       |               |        |               |  |
| Suffrages exprimés     | Suffrages exprimés                                      | 321 242 | 99,02 |               |        |               |  |
| Votes nuls             | Votes nuls                                              | 3 163   | 0,98  |               |        |               |  |
| Total                  | Total                                                   | 324 405 | 100   | -             | 6      | en stagnation |  |
| Abstention             | Abstention                                              | 191 709 | 37,14 |               |        |               |  |
| Inscrits/Participation | Inscrits/Participation                                  | 516 114 | 62,86 |               |        |               |  |

### Cadix
| Parti                  | Parti                                                   | Voix      | %     | +/-           | Sièges | +/-           |  |
| ---------------------- | ------------------------------------------------------- | --------- | ----- | ------------- | ------ | ------------- |  |
|                        | Parti populaire (PP)                                    | 221 703   | 34,82 | 16,77         | 4      | 2             |  |
|                        | Parti socialiste ouvrier espagnol (PSOE)                | 211 200   | 33,15 | 2,59          | 3      | en stagnation |  |
|                        | Vox                                                     | 96 720    | 15,18 | 6,12          | 1      | 1             |  |
|                        | Sumar (av. IdPA)                                        | 82 115    | 12,89 | 4,13          | 1      | en stagnation |  |
|                        | Adelante Andalucía (AA)                                 | 9 191     | 1,44  | Nv.           | 0      | en stagnation |  |
|                        | Parti animaliste contre la maltraitance animale (PACMA) | 5 937     | 0,93  | 0,44          | 0      | en stagnation |  |
|                        | Front ouvrier (FO)                                      | 1 225     | 0,19  | Nv.           | 0      | en stagnation |  |
|                        | Marchons ensemble (CJ)                                  | 745       | 0,12  | Nv.           | 0      | en stagnation |  |
|                        | Pour un monde + juste (PUM+J)                           | 673       | 0,11  | en stagnation | 0      | en stagnation |  |
|                        | Recortes Cero                                           | 486       | 0,08  | 0,07          | 0      | en stagnation |  |
|                        | Ciudadanos (Cs)                                         |           |       |               |        | 1             |  |
|                        | Vote blanc                                              | 7 103     | 1,11  | 0,39          |        |               |  |
|                        |                                                         |           |       |               |        |               |  |
| Suffrages exprimés     | Suffrages exprimés                                      | 637 098   | 98,81 |               |        |               |  |
| Votes nuls             | Votes nuls                                              | 7 703     | 1,19  |               |        |               |  |
| Total                  | Total                                                   | 644 801   | 100   | -             | 9      | en stagnation |  |
| Abstention             | Abstention                                              | 373 157   | 36,66 |               |        |               |  |
| Inscrits/Participation | Inscrits/Participation                                  | 1 017 958 | 63,34 |               |        |               |  |

### Cordoue
| Parti                  | Parti                                                   | Voix    | %     | +/-   | Sièges | +/-           |  |
| ---------------------- | ------------------------------------------------------- | ------- | ----- | ----- | ------ | ------------- |  |
|                        | Parti populaire (PP)                                    | 169 976 | 37,89 | 15,39 | 2      | en stagnation |  |
|                        | Parti socialiste ouvrier espagnol (PSOE)                | 144 080 | 32,12 | 0,91  | 2      | en stagnation |  |
|                        | Vox                                                     | 62 526  | 13,94 | 4,63  | 1      | en stagnation |  |
|                        | Sumar (av. IdPA)                                        | 61 594  | 13,73 | 0,85  | 1      | en stagnation |  |
|                        | Parti animaliste contre la maltraitance animale (PACMA) | 2 699   | 0,60  | 0,29  | 0      | en stagnation |  |
|                        | Sièges en blanc (EB)                                    | 942     | 0,21  | 0,04  | 0      | en stagnation |  |
|                        | Parti communiste des travailleurs espagnols (PCTE)      | 746     | 0,17  | 0,10  | 0      | en stagnation |  |
|                        | Front ouvrier (FO)                                      | 701     | 0,16  | Nv.   | 0      | en stagnation |  |
|                        | Pour un monde + juste (PUM+J)                           | 598     | 0,13  | 0,02  | 0      | en stagnation |  |
|                        | Recortes Cero                                           | 392     | 0,09  | 0,03  | 0      | en stagnation |  |
|                        | Vote blanc                                              | 4 348   | 0,97  | 0,25  |        |               |  |
|                        |                                                         |         |       |       |        |               |  |
| Suffrages exprimés     | Suffrages exprimés                                      | 448 602 | 98,47 |       |        |               |  |
| Votes nuls             | Votes nuls                                              | 6 962   | 1,53  |       |        |               |  |
| Total                  | Total                                                   | 455 564 | 100   | -     | 6      | en stagnation |  |
| Abstention             | Abstention                                              | 189 724 | 29,40 |       |        |               |  |
| Inscrits/Participation | Inscrits/Participation                                  | 645 288 | 70,60 |       |        |               |  |

### Grenade
| Parti                  | Parti                                                   | Voix    | %     | +/-   | Sièges | +/-           |  |
| ---------------------- | ------------------------------------------------------- | ------- | ----- | ----- | ------ | ------------- |  |
|                        | Parti populaire (PP)                                    | 185 996 | 36,99 | 15,20 | 3      | 1             |  |
|                        | Parti socialiste ouvrier espagnol (PSOE)                | 165 862 | 32,98 | 0,20  | 2      | 1             |  |
|                        | Vox                                                     | 81 080  | 16,12 | 4,58  | 1      | en stagnation |  |
|                        | Sumar (av. IdPA)                                        | 58 567  | 11,65 | 2,43  | 1      | en stagnation |  |
|                        | Parti animaliste contre la maltraitance animale (PACMA) | 3 143   | 0,63  | 0,22  | 0      | en stagnation |  |
|                        | Ensemble pour Grenade (JxG)                             | 1 218   | 0,24  | Nv.   | 0      | en stagnation |  |
|                        | Pour un monde + juste (PUM+J)                           | 765     | 0,15  | 0,02  | 0      | en stagnation |  |
|                        | Parti communiste des travailleurs espagnols (PCTE)      | 695     | 0,14  | 0,07  | 0      | en stagnation |  |
|                        | Front ouvrier (FO)                                      | 658     | 0,13  | Nv.   | 0      | en stagnation |  |
|                        | Autres partis                                           | 804     | 0,16  | -     | 0      | -             |  |
|                        | Vote blanc                                              | 4 057   | 0,81  | 0,13  |        |               |  |
|                        |                                                         |         |       |       |        |               |  |
| Suffrages exprimés     | Suffrages exprimés                                      | 502 845 | 98,70 |       |        |               |  |
| Votes nuls             | Votes nuls                                              | 6 641   | 1,30  |       |        |               |  |
| Total                  | Total                                                   | 509 486 | 100   | -     | 7      | en stagnation |  |
| Abstention             | Abstention                                              | 255 992 | 33,44 |       |        |               |  |
| Inscrits/Participation | Inscrits/Participation                                  | 765 478 | 66,56 |       |        |               |  |

### Huelva
| Parti                  | Parti                                                   | Voix    | %     | +/-           | Sièges | +/-           |  |
| ---------------------- | ------------------------------------------------------- | ------- | ----- | ------------- | ------ | ------------- |  |
|                        | Parti populaire (PP)                                    | 93 565  | 36,43 | 16,70         | 2      | 1             |  |
|                        | Parti socialiste ouvrier espagnol (PSOE)                | 92 326  | 35,95 | 0,61          | 2      | 1             |  |
|                        | Vox                                                     | 37 572  | 14,63 | 6,31          | 1      | en stagnation |  |
|                        | Sumar (av. IdPA)                                        | 26 752  | 10,42 | 1,70          | 0      | en stagnation |  |
|                        | Pour Huelva (XH)                                        | 1 931   | 0,75  | Nv.           | 0      | en stagnation |  |
|                        | Parti animaliste contre la maltraitance animale (PACMA) | 1 663   | 0,65  | 0,36          | 0      | en stagnation |  |
|                        | Pour un monde + juste (PUM+J)                           | 368     | 0,14  | en stagnation | 0      | en stagnation |  |
|                        | Recortes Cero                                           | 217     | 0,08  | 0,12          | 0      | en stagnation |  |
|                        | Vote blanc                                              | 2 410   | 0,94  | 0,39          |        |               |  |
|                        |                                                         |         |       |               |        |               |  |
| Suffrages exprimés     | Suffrages exprimés                                      | 256 804 | 98,44 |               |        |               |  |
| Votes nuls             | Votes nuls                                              | 4 057   | 1,56  |               |        |               |  |
| Total                  | Total                                                   | 260 861 | 100   | -             | 5      | en stagnation |  |
| Abstention             | Abstention                                              | 141 643 | 35,19 |               |        |               |  |
| Inscrits/Participation | Inscrits/Participation                                  | 402 504 | 64,81 |               |        |               |  |

### Jaén
| Parti                  | Parti                                                   | Voix    | %     | +/-   | Sièges | +/-           |  |
| ---------------------- | ------------------------------------------------------- | ------- | ----- | ----- | ------ | ------------- |  |
|                        | Parti populaire (PP)                                    | 137 617 | 37,32 | 14,85 | 2      | 1             |  |
|                        | Parti socialiste ouvrier espagnol (PSOE)                | 133 819 | 36,29 | 2,53  | 2      | 1             |  |
|                        | Vox                                                     | 54 400  | 14,75 | 4,96  | 1      | en stagnation |  |
|                        | Sumar (av. IdPA)                                        | 29 461  | 7,99  | 1,86  | 0      | en stagnation |  |
|                        | Jaen mérite plus (JM+-EV)                               | 8 293   | 2,25  | Nv.   | 0      | en stagnation |  |
|                        | Parti animaliste contre la maltraitance animale (PACMA) | 1 671   | 0,45  | 0,31  | 0      | en stagnation |  |
|                        | Front ouvrier (FO)                                      | 410     | 0,11  | Nv.   | 0      | en stagnation |  |
|                        | Pour un monde + juste (PUM+J)                           | 360     | 0,10  | 0,01  | 0      | en stagnation |  |
|                        | Recortes Cero                                           | 203     | 0,06  | 0,07  | 0      | en stagnation |  |
|                        | Vote blanc                                              | 2 497   | 0,68  | 0,24  |        |               |  |
|                        |                                                         |         |       |       |        |               |  |
| Suffrages exprimés     | Suffrages exprimés                                      | 368 731 | 98,68 |       |        |               |  |
| Votes nuls             | Votes nuls                                              | 4 926   | 1,32  |       |        |               |  |
| Total                  | Total                                                   | 373 657 | 100   | -     | 5      | en stagnation |  |
| Abstention             | Abstention                                              | 144 714 | 27,92 |       |        |               |  |
| Inscrits/Participation | Inscrits/Participation                                  | 518 371 | 72,08 |       |        |               |  |

### Málaga
| Parti                  | Parti                                                   | Voix      | %     | +/-   | Sièges | +/-           |  |
| ---------------------- | ------------------------------------------------------- | --------- | ----- | ----- | ------ | ------------- |  |
|                        | Parti populaire (PP)                                    | 302 000   | 38,31 | 16,75 | 5      | 2             |  |
|                        | Parti socialiste ouvrier espagnol (PSOE)                | 239 172   | 30,34 | 0,36  | 3      | 1             |  |
|                        | Vox                                                     | 129 758   | 16,46 | 4,99  | 2      | en stagnation |  |
|                        | Sumar (av. IdPA)                                        | 96 652    | 12,26 | 2,52  | 1      | en stagnation |  |
|                        | Parti animaliste contre la maltraitance animale (PACMA) | 8 487     | 1,08  | 0,39  | 0      | en stagnation |  |
|                        | Front ouvrier (FO)                                      | 1 662     | 0,21  | Nv.   | 0      | en stagnation |  |
|                        | Pour un monde + juste (PUM+J)                           | 1 519     | 0,19  | 0,07  | 0      | en stagnation |  |
|                        | Recortes Cero                                           | 888       | 0,11  | 0,06  | 0      | en stagnation |  |
|                        | Marchons ensemble (CJ)                                  | 691       | 0,09  | Nv.   | 0      | en stagnation |  |
|                        | Ciudadanos (Cs)                                         |           |       |       |        | 1             |  |
|                        | Vote blanc                                              | 7 509     | 0,95  | 0,15  |        |               |  |
|                        |                                                         |           |       |       |        |               |  |
| Suffrages exprimés     | Suffrages exprimés                                      | 788 338   | 98,72 |       |        |               |  |
| Votes nuls             | Votes nuls                                              | 10 219    | 1,28  |       |        |               |  |
| Total                  | Total                                                   | 798 557   | 100   | -     | 11     | en stagnation |  |
| Abstention             | Abstention                                              | 441 289   | 35,59 |       |        |               |  |
| Inscrits/Participation | Inscrits/Participation                                  | 1 239 846 | 64,41 |       |        |               |  |

### Séville
| Parti                  | Parti                                                   | Voix      | %     | +/-   | Sièges | +/-           |  |
| ---------------------- | ------------------------------------------------------- | --------- | ----- | ----- | ------ | ------------- |  |
|                        | Parti socialiste ouvrier espagnol (PSOE)                | 387 760   | 36,60 | 0,49  | 5      | en stagnation |  |
|                        | Parti populaire (PP)                                    | 353 663   | 33,38 | 15,52 | 4      | 2             |  |
|                        | Sumar (av. IdPA)                                        | 148 745   | 14,04 | 2,65  | 2      | en stagnation |  |
|                        | Vox                                                     | 141 087   | 13,32 | 4,60  | 1      | 1             |  |
|                        | Parti animaliste contre la maltraitance animale (PACMA) | 9 288     | 0,88  | 0,26  | 0      | en stagnation |  |
|                        | Front ouvrier (FO)                                      | 1 950     | 0,18  | Nv.   | 0      | en stagnation |  |
|                        | Pour un monde + juste (PUM+J)                           | 1 765     | 0,17  | 0,04  | 0      | en stagnation |  |
|                        | Parti communiste des travailleurs espagnols (PCTE)      | 1 522     | 0,14  | 0,09  | 0      | en stagnation |  |
|                        | Recortes Cero                                           | 1 034     | 0,10  | 0,04  | 0      | en stagnation |  |
|                        | Autres partis                                           | 1 593     | 0,15  | -     | 0      | -             |  |
|                        | Ciudadanos (Cs)                                         |           |       |       |        | 1             |  |
|                        | Vote blanc                                              | 10 951    | 1,03  | 0,28  |        |               |  |
|                        |                                                         |           |       |       |        |               |  |
| Suffrages exprimés     | Suffrages exprimés                                      | 1 059 358 | 98,53 |       |        |               |  |
| Votes nuls             | Votes nuls                                              | 15 775    | 1,47  |       |        |               |  |
| Total                  | Total                                                   | 1 075 133 | 100   | -     | 12     | en stagnation |  |
| Abstention             | Abstention                                              | 488 949   | 31,26 |       |        |               |  |
| Inscrits/Participation | Inscrits/Participation                                  | 1 564 082 | 68,74 |       |        |               |  |